# Gompholobium marginatum
Gompholobium marginatum är en ärtväxtart som beskrevs av Robert Brown. Gompholobium marginatum ingår i släktet Gompholobium och familjen ärtväxter. Inga underarter finns listade i Catalogue of Life.